# کاپیتان آمریکا (فیلم ۱۹۹۰)
کاپیتان آمریکا (به انگلیسی: Captain America) فیلمی در ژانر ابرقهرمانی، اکشن، و علمی–تخیلی به کارگردانی آلبرت پایون است که در سال ۱۹۹۰ منتشر شد.

## بازیگران
- مت سالینجر: کاپیتان آمریکا
- رونی کوکس: تام
- ند بیتی
- فرانچسکا نری: سین
- مایکل نوری
- ملیندا دیلون
- بیل مامی
- نوربرت وایسر
- کارلا کاسولا